# Her Lord and Master
Her Lord and Master er en amerikansk stumfilm fra 1921 af Edward José.

## Medvirkende
- Alice Joyce som Indiana Stillwater
- Holmes Herbert som Thurston Ralph
- Walter McEwen som Nelson Stafford
- Frank Sheridan som Fred Stillwater
- Marie Shotwell som Mrs. Stillwater
- Louise Beaudet som Mrs. Chazy Bunker
- Eugene Acker som Glen Masters
- John Sutherland som Jennings
- Ida Waterman som Canning